# Viola murbecki
Viola murbecki är en violväxtart som beskrevs av Dörfler. Viola murbecki ingår i släktet violer, och familjen violväxter. Inga underarter finns listade i Catalogue of Life.